# Polizei im Saarland
Die Polizei im Saarland ist eine deutsche Landespolizei mit rund 2700 Polizeivollzugsbeamten.

## Auftrag

### Aufgaben
Auftrag ist die Gewährleistung der öffentlichen Sicherheit und Ordnung. Als Strafverfolgungsbehörde geht sie gegen ordnungswidrige und strafbare Handlungen vor, ermittelt Täter und analysiert Tatmuster. Eine weitere Aufgabe ist die Gefahrenabwehr im Bereich der inneren Sicherheit, das heißt, die Verhütung oder Unterbindung von rechtswidrigen Handlungen jeder Art. Im Rahmen der Verkehrsüberwachung regelt sie Verkehrsströme und hat eine tragende Rolle in der Notfallhilfe (Notruf). Ferner sorgt die Polizei in enger Kooperation mit Behörden für die Verbrechensprävention, um bereits im Vorfeld mögliche Straftaten zu erkennen und zu verhindern.

### Rechtsgrundlagen
Für den Bereich der Gefahrenabwehr ergeben sich die Eingriffsbefugnisse der Polizei aus dem Polizeigesetz des Landes Saarland, dem Saarländischen Polizeigesetz (SPolG) und dem Saarländischen Gesetz über die Verarbeitung personenbezogener Daten durch die Polizei (SPolDVG).
Die Ermächtigung für das Einschreiten zur Strafverfolgung ergibt sich aus der Strafprozessordnung.

## Organisation
Mit Wirkung vom 1. März 2025 wurde die Landespolizeidirektion (LPD) als Rechtsnachfolgerin des Landespolizeipräsidiums (LPP) errichtet.
Die Landespolizeidirektion besteht aus der Behördenleitung mit einem Direktionsbüro, den Direktionen LPD 1 bis LPP 3. An die Direktion LPD 1 ist die Flächenorganisation mit insgesamt 12 Polizeiinspektionen angegliedert.
Die Behördenleitung wird durch die Leiterin der Landespolizeidirektion wahrgenommen. Der Dienstposten ist mit der Besoldungsgruppe B3 (Landespolizeidirektor/Landespolizeidirektorin) bewertet. Ihr sind unmittelbar das Direktionsbüro, das Dezernat Besondere Ermittlungen und Korruption (Dezernat BEK) sowie das Beauftragtenwesen angegliedert.
Die Direktion LPD 1 trägt die Verantwortung für den Aufgabenbereich Gefahrenabwehr/Einsatz und übt die Fachaufsicht für alle Dienststellen des Landespolizeipräsidiums aus. In der LPD 1 finden sich operative Dienststellen mit landesweiter Zuständigkeit (z. B. Führungs- und Lagezentrale, Zentrale Verkehrspolizeiliche Dienste, Bereitschaftspolizei) sowie die Polizeiinspektionen Lebach, Homburg, Saarbrücken-Burbach, Saarbrücken-Stadt (in Saarbrücken-St. Johann), Saarlouis, Sankt Ingbert, Sankt Wendel, Sulzbach, Merzig, Neunkirchen und Nordsaarland (in Wadern).Die Polizeiinspektionen übernehmen alle vollzugspolizeilichen Aufgaben in der Fläche, soweit sie nicht anderen Dienststellen übertragen sind. In Städten und Gemeinden ohne Polizeiinspektion sind Polizeireviere und Polizeiposten eingerichtet. Polizeiinspektionen, -reviere und -posten stellen im Verbund die Präsenz in der Fläche sicher und sind Ansprechpartner für den Bürger vor Ort.
Die Direktion LPD 2 (Landeskriminalamt) übt die Fachaufsicht für die zentrale und dezentrale Bekämpfung der Kriminalität im Saarland aus. Hier sind die kriminalpolizeilichen Dienststellen zusammengefasst, die Aufgaben der Bekämpfung der mittleren und insbesondere schweren Kriminalität wahrnehmen.
Die Direktion LPP 3 (Dienstleistungen) ist zuständig für die technischen Fachdienste sowie Haushalts- und Wirtschaftsverwaltung. Hier sind auch ein Justiziariat sowie der polizeiärztliche und polizeipsychologische Dienst angesiedelt.

### Vorgängerorganisation: Landespolizeipräsidium (2012–2025)
Mit Wirkung vom 1. März 2012 wurden die Polizeivollzugsbehörden Landespolizeidirektion und Landeskriminalamt im Landespolizeipräsidium (LPP) zusammengeführt.
Das Landespolizeipräsidium besteht aus der Behördenleitung mit der zugeordneten Direktion Digitalisierung/Leitungsstab (DLS), den Direktionen LPP 1 bis LPP 4 als landesweit zuständige Stellen und der Flächenorganisation.
Die Behördenleitung wird durch den Leiter des Landespolizeipräsidiums und seinen Ständigen Vertreter wahrgenommen.
Die Direktion Digitalisierung/Leitungsstab (DLS) übernimmt Aufgaben zur unmittelbaren Führungsunterstützung der Behördenleitung in den Bereichen Organisationsentwicklung und Öffentlichkeitsarbeit, Fachstrategie und Informationsmanagement, IT-Strategie/IT-Betrieb sowie Telekommunikationstechnik.
Die Direktion LPP 1 trägt die Verantwortung für den Aufgabenbereich Gefahrenabwehr/Einsatz und übt die Fachaufsicht für alle Dienststellen des Landespolizeipräsidiums aus. In der LPP 1 finden sich operative Dienststellen mit landesweiter Zuständigkeit (z. B. Führungs- und Lagezentrale, Zentrale Verkehrspolizeiliche Dienste, Bereitschaftspolizei).
Die Direktion LPP 2 (Kriminalitätsbekämpfung/Landeskriminalamt) übt die Fachaufsicht für die zentrale und dezentrale Bekämpfung der Kriminalität im Saarland aus. Hier sind die kriminalpolizeilichen Dienststellen zusammengefasst, die Aufgaben der Bekämpfung der mittleren und insbesondere schweren Kriminalität wahrnehmen.
Die Direktion LPP 3 (Personal/Recht) ist zuständig für Personalangelegenheiten sowie Aus- und Fortbildung in der saarländischen Polizei. Hier sind auch ein Justiziariat sowie der polizeiärztliche und polizeipsychologische Dienst angesiedelt.
In der Direktion LPP 4 (Zentrale Polizeiliche Dienste) werden die Aufgaben der Vollzugspolizei in den Bereichen technische Fachdienste sowie Haushalts- und Wirtschaftsverwaltung wahrgenommen.
Insgesamt 12 Polizeiinspektionen übernehmen alle vollzugspolizeilichen Aufgaben in der Fläche, soweit sie nicht anderen Dienststellen übertragen sind. In Städten und Gemeinden ohne Polizeiinspektion sind Polizeireviere und Polizeiposten eingerichtet. Polizeiinspektionen, -reviere und -posten stellen im Verbund die Präsenz in der Fläche sicher und sind Ansprechpartner für den Bürger vor Ort.

### Landespolizeipräsidenten im Saarland
Der Landespolizeipräsident wird nach der Besoldungsgruppe B4 der saarländischen Besoldungsordnung besoldet.
1. Guy Kurt Lachmann (11. März 1948 bis 1957)
2. Norbert Rupp (18. Oktober 2011[5] bis 14. Juli 2023[6])
3. Dr. Thorsten Weiler (seit 1. April 2024)[7]

### Landespolizeivizepräsidenten
1. Hugo Müller (2011–2020)[8]
2. Natalie Grandjean (seit Juli 2020)[9]

## Uniform

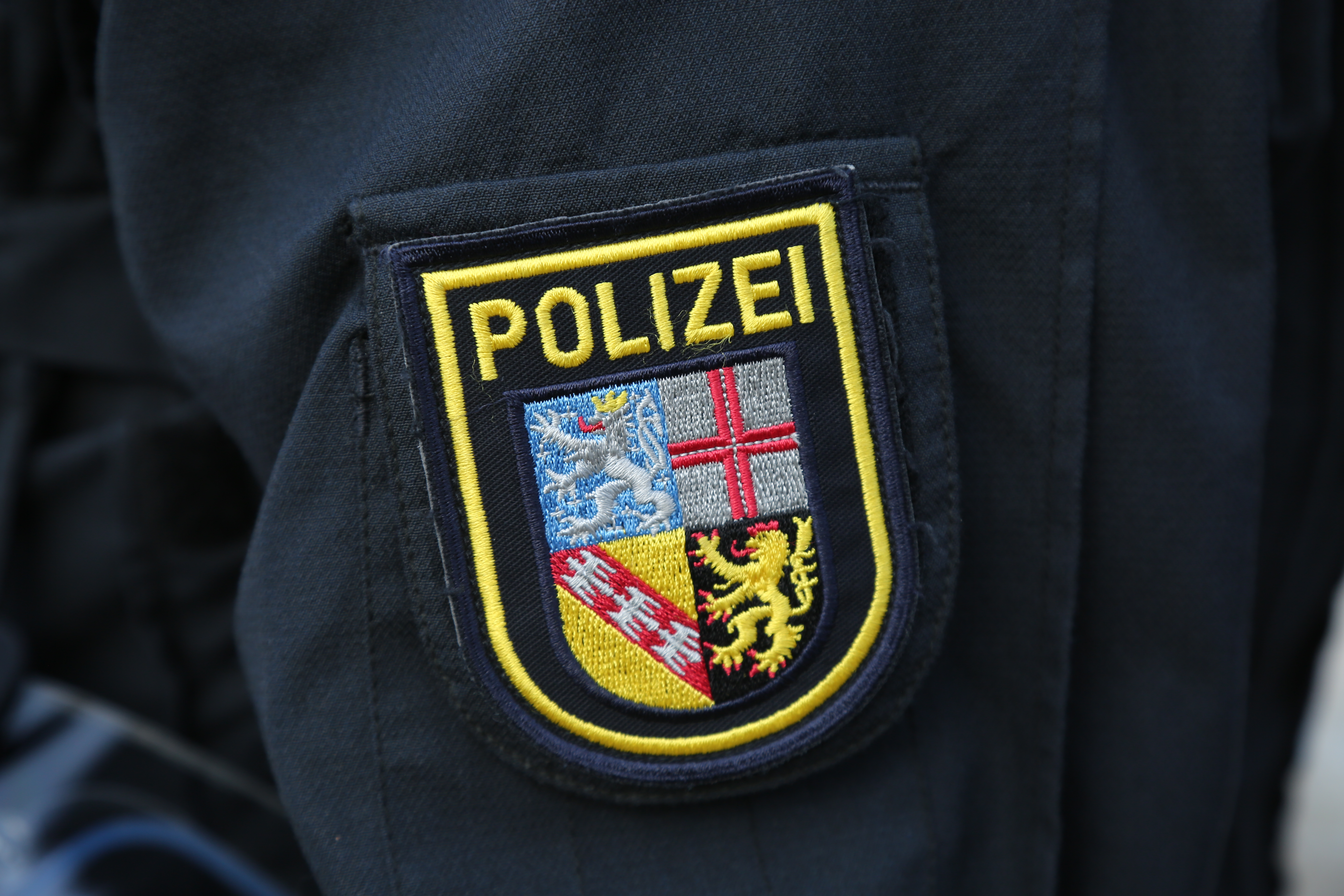
Ärmelabzeichen der Polizei im Saarland

Das Saarland wollte sich anfangs nicht an einer Änderung der Uniformen in blaue Polizeiuniform der Hessischen Polizei beteiligen. Inzwischen (3. Quartal 2015) hat die Umkleidung hin zu einer blauen Uniform begonnen. Zu diesem Zwecke wurde mit den Ländern Hessen und Rheinland-Pfalz eine Beschaffungsgemeinschaft gegründet. Die (Standard-)Uniform soll in diesen drei Ländern zukünftig einheitlich gehalten sein. Folgende Uniformteile sind zukünftig in den Ländern einheitlich: Hosen, Hemden/Blusen, Kurzjacke, Anorak, Regenjacke, Strickjacke, Kopfbedeckungen. Abweichend davon haben die Länder RLP und HE noch andere Bekleidungsteile (z. B. Vliesjacken). Ein Hauptunterschied ist (zumindest zu Beginn der Uniformeinführung) das Fehlen einer Überziehschutzweste, wie sie in den anderen Bundesländern bereits getragen wird. Diese ist ab dem Jahreswechsel 2016/2017 nunmehr eingeführt worden.

## Fahrzeuge
Die Polizei im Saarland nutzte als Dienstfahrzeuge insbesondere nach dem Saarstatut 1955 überwiegend Fahrzeuge der Marke Peugeot und Citroën, bei den LKWs wurden Renault verwendet. Hintergrund war, dass die Saarbrücker Kraftwagenhandelsgesellschaft (KHG) auch nach der Wiedereingliederung des Saarlands nach Deutschland gute Kontakte nach Frankreich unterhielt, so dass Peugeot das Dienstwagengeschäft jahrelang dominierte. Zudem eröffnete Peugeot 1967 im Saarland seine erste Auslandszentrale und 1977 kam das Peugeot-Werk in den Saarbrücker Stadtteil Güdingen. Bekannte Baureihen, die als Polizeifahrzeuge genutzt wurden, waren 403, 404 und bis Mitte der 1990er der Peugeot 405. Die Trendwende kam in den 1970ern, als häufiger auf Fahrzeuge der Marke Mercedes-Benz sowie auf Ford, die ebenfalls ein Werk im Saarland eröffnet hatten, zurückgegriffen wurden. Aktuell werden MB E-Klasse und MB Vitos verwendet. Sonderfahrzeuge kommen ebenfalls von Mercedes-Benz sowie Opel, Fiat, BMW und Peugeot. Die Bereitschaftspolizei verwendet überwiegend die aus Bundesbeschaffung stammenden VW T4, Ford Transit und MB Sprinter sowie einige Fahrzeuge von Fiat und BMW als Führungsfahrzeuge.

### Farbgebung
Im Zuge der Uniformumstellung kam es auch zu einer Farbumstellung der Fahrzeuge. Erste blaue Fahrzeuge (MB Vito) waren seit April 2014 im Saarland in Einsatz. Ein Großteil des Fuhrparks wurde bis Ende des Jahres 2015 auf die Farbe blau umgestellt, als die dritte Leasing-Generation auf Basis von MB C-Klassen in Dienst genommen wurde. Die Fahrzeuge der saarländischen Wasserschutzpolizei waren bereits seit dem Jahr 2004 in blau gehalten. Mit den ab 2015 eingeführten Fahrzeugen wurde im Saarland auch das Design von Streifenfahrzeugen grundsätzlich geändert. Zukünftig orientiert man sich auch im Saarland an der VESBA-Studie. Entsprechend werden die Fahrzeuge mit (zum Teil retroreflektierenden) neongelben Applikationen versehen, welche die Sichtbarkeit und damit die Sicherheit deutlich verbessern sollen.

### Kennzeichen
Neue Fahrzeuge werden mit Kennzeichen in der Form „SAL 4-XXXX“ bzw. „SAL 5-XXXX“ zugelassen, wobei SAL für „Saarland, Landesregierung und Landtag“ steht. Hintergrund für diese Änderung war die Abschaffung der Behördenkennzeichen zum 1. März 2007.

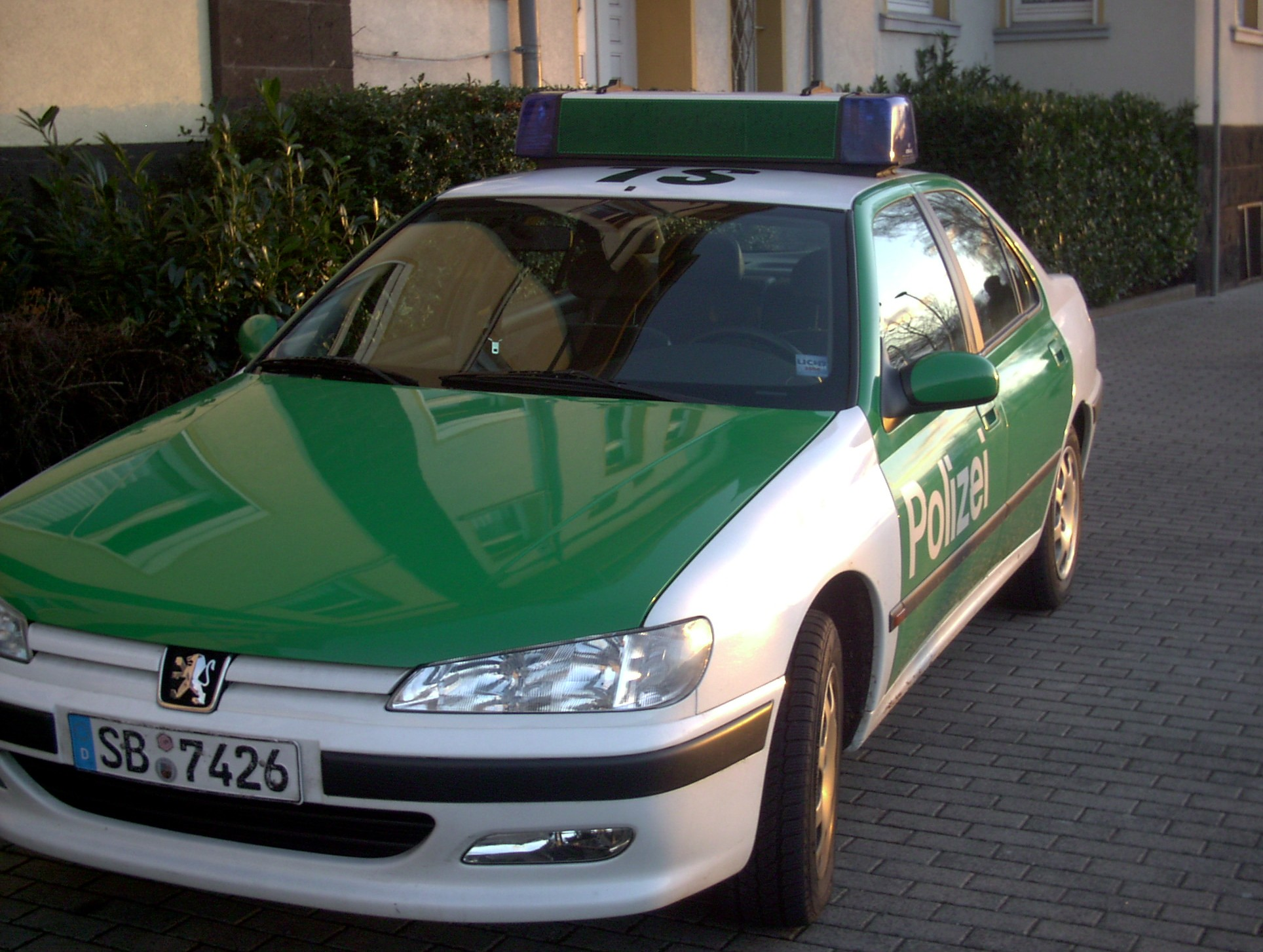
Streifenwagen Peugeot 406
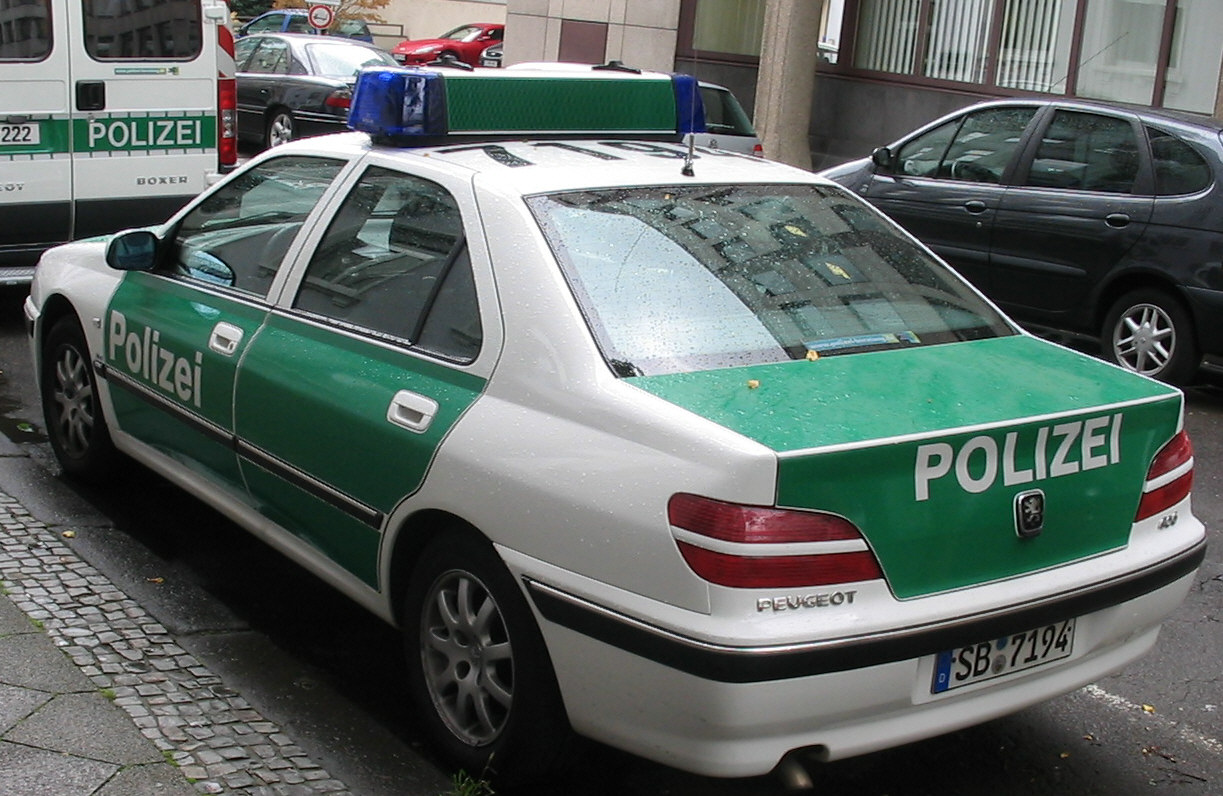
Streifenwagen Peugeot 406
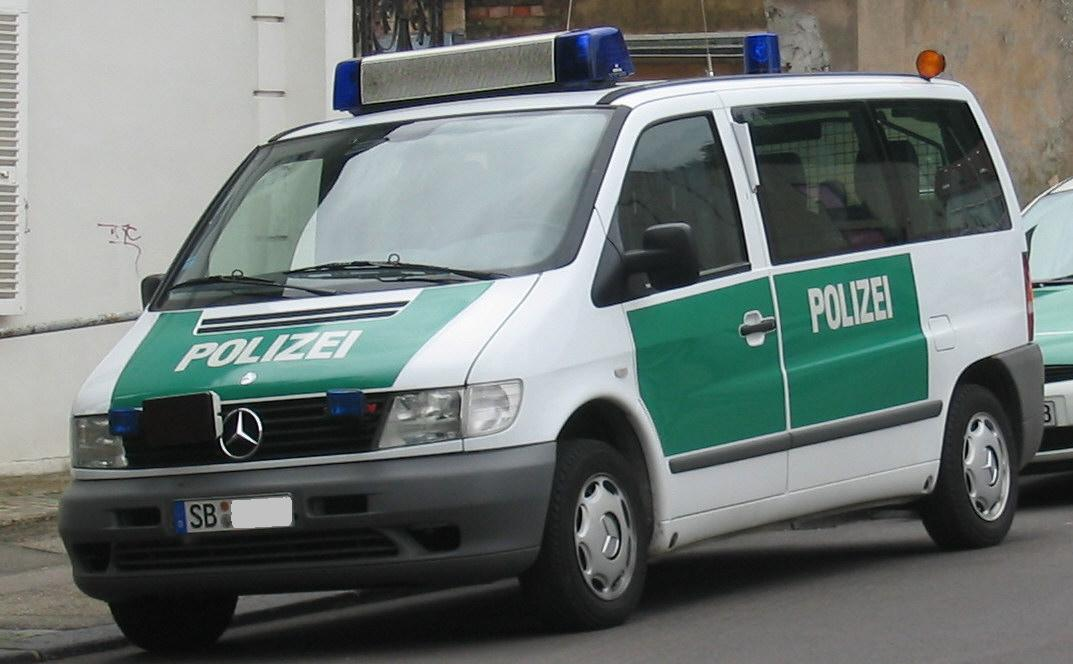
Streifenwagen Mercedes-Benz Vito
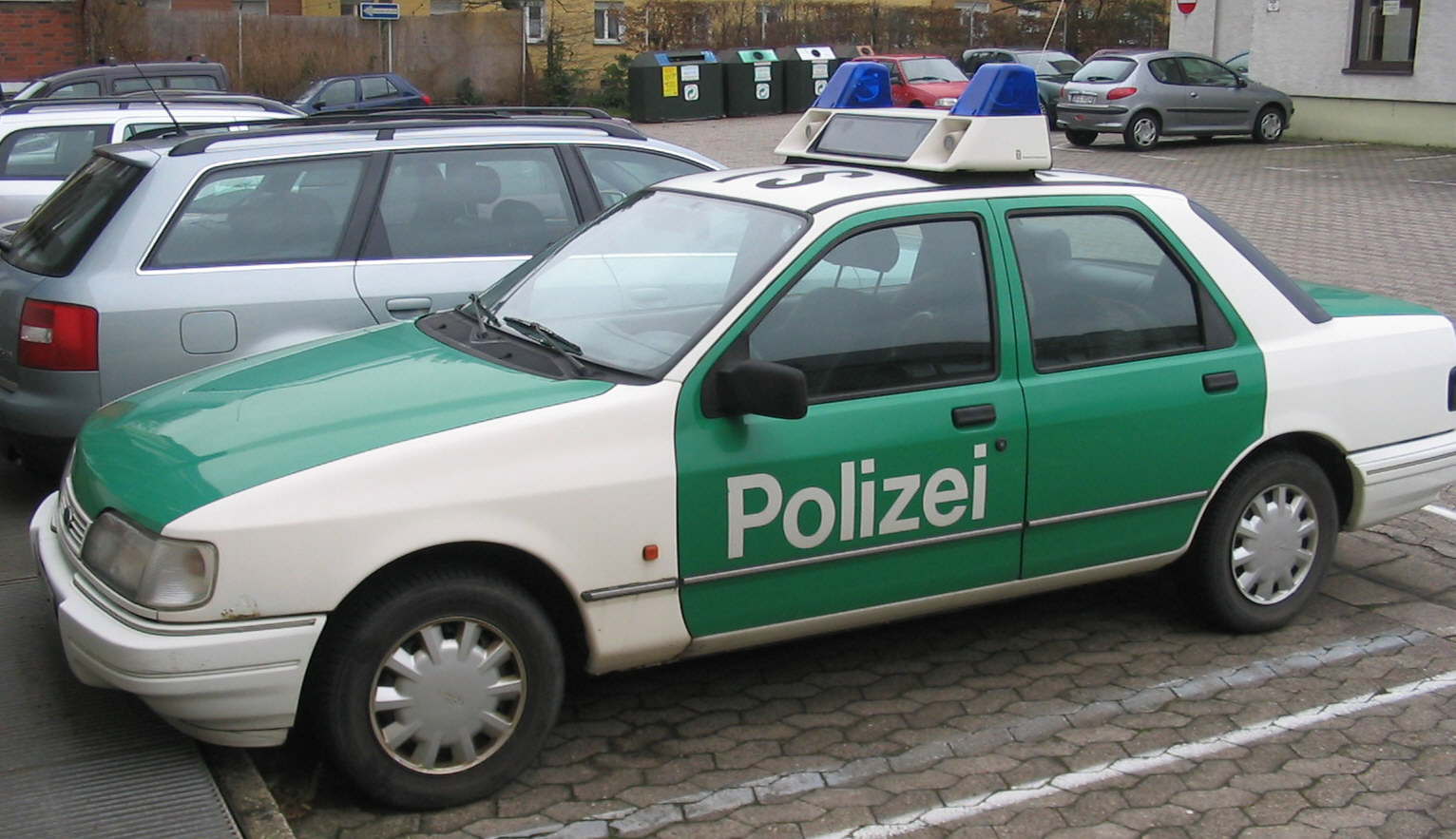
Streifenwagen Ford Sierra
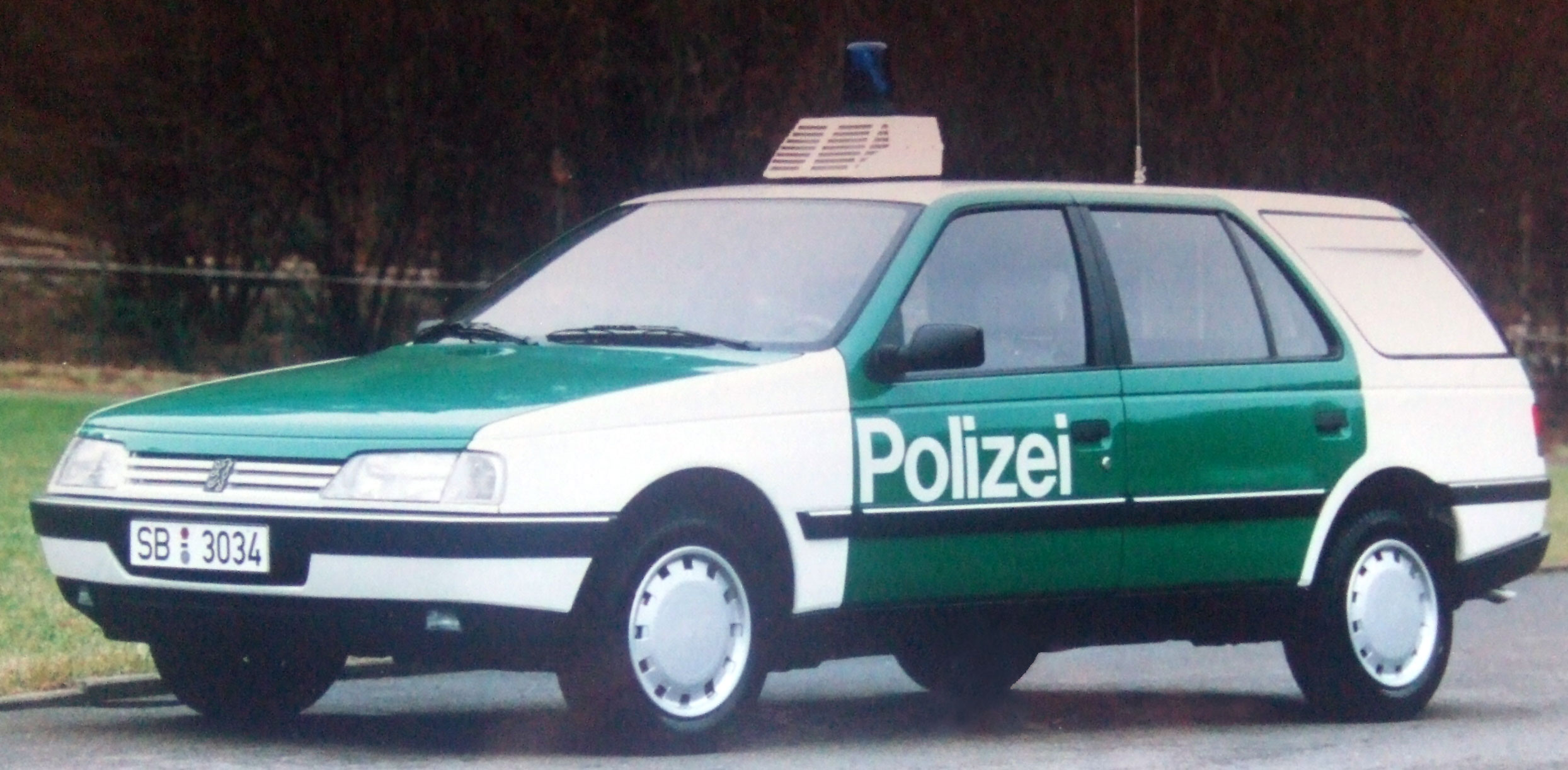
Diensthundeführerfahrzeug Peugeot 405 Break

## Polizeiliche Kriminalstatistik
| Jahr | Fallzahlen | Aufklärungsquote | Tatverdächtige |
| 1998 | 65.079     | 52,7 %           | o.A.           |
| 1999 | 62.162     | 53,3 %           | o.A.           |
| 2000 | 64.291     | 53,2 %           | 26.297         |
| 2001 | 60.651     | 50,9 %           | 25.173         |
| 2002 | 72.601     | 52,5 %           | 29.194         |
| 2003 | 74.662     | 54,3 %           | 30.870         |
| 2004 | 77.603     | 55,8 %           | 32.698         |
| 2005 | 77.183     | 55,1 %           | 31.743         |
| 2006 | 79.220     | 54,6 %           | 32.288         |
| 2007 | 73.813     | 52,7 %           | 29.300         |
| 2008 | 78.161     | 53,5 %           | 30.651         |
| 2009 | 74.541     | 54,2 %           | 29.972         |
| 2010 | 71.887     | 55,3 %           | 28.846         |
| 2011 | 69.268     | 54,3 %           | 27.275         |
| 2012 | 72.872     | 53,5 %           | 28.012         |
| 2013 | 72.540     | 52,6 %           | 27.373         |
| 2014 | 75.706     | 53,3 %           | 29.510         |
| 2015 | 77.933     | 57,2 %           | 33.633         |
| 2016 | 76.981     | 58,3 %           | 33.098         |
| 2017 | 70.860     | 56,3 %           | 28.620         |
| 2018 | 70.873     | 56,1 %           | 26.993         |
| 2019 | 74.720     | 54,0 %           | 26.783         |
| 2020 | 68.400     | 57,8 %           | 25.990         |
| 2021 | 58.651     | 59,3 %           | 24.195         |
| 2022 | 68.139     | 59,8 %           | 27.672         |